# Zoarces fedorovi
Zoarces fedorovi és una espècie de peix de la família dels zoàrcids i de l'ordre dels perciformes.

## Morfologia
- Els mascles poden assolir 23 cm de longitud total i 31,5 les femelles.
- Nombre de vèrtebres: 102-108.[4]

## Reproducció
És vivípar i capaç de pondre entre 4-131 ous.

## Hàbitat
És un peix de clima temperat i bentopelàgic que viu entre 6-10 m de fondària.

## Distribució geogràfica
Es troba al nord de la mar d'Okhotsk.

## Observacions
És inofensiu per als humans.